# مکس راینزفورد
مکس راینزفورد (انگلیسی: Max Rainsford؛ زادهٔ ۲۵ دسامبر ۱۹۶۲) دوچرخه‌سوار اهل استرالیا است. وی در بازی‌های المپیک تابستانی ۱۹۸۴ شرکت کرده است.